# Sägezahnbildung

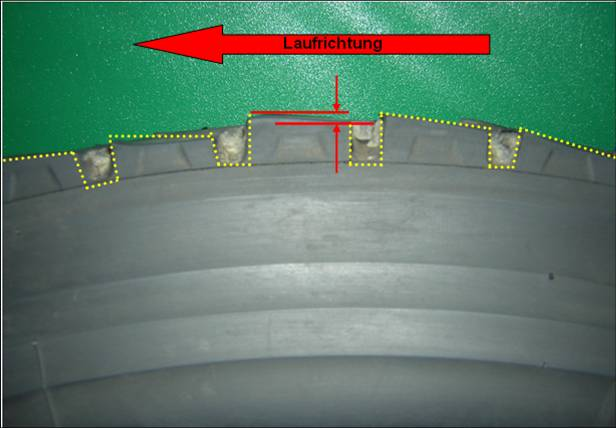
Sägezahnbildung

Als Sägezahnbildung bezeichnet man im Zusammenhang mit den Reifen eines Kraftfahrzeugs, insbesondere bei PKW- und Motorrad-Reifen, eine besondere Form des Reifenverschleißes. Bedingt durch Reifencharakteristik und Fahrstil, aber auch durch eine verstellte Achsgeometrie und defekte Stoßdämpfer kann es zu einer unregelmäßigen Schräg-Abnutzung von Profilblöcken kommen, die von der Seite her betrachtet an Sägezähne erinnert.
Das so verschlissene Profil führt zu einer schnelleren Unbrauchbarkeit des Reifens; es kann das Abrollgeräusch des Reifens deutlich verstärken und die Fahreigenschaften des Fahrzeugs verschlechtern.
Letzteres heißt: Das Fahrzeug (egal ob PKW oder LKW) ist zwar noch fahrbar, rollt aber unruhig ab („Flattern“ im Lenkrad trotz ausgewuchteter Reifen).

Sägezahnbildung im Detail

## Ursachen
Beim Auftreffen eines Profilblockes auf die Straße wird dieser belastet und in Laufrichtung gestaucht. Beim weiteren Abrollen erfolgt die Entlastung/Entspannung des Profilblockes. Dabei kommt es zu hohen Schlupfbewegungen an der hinteren Profilblockkante, die Folge ist eine sägezahnartige Form des Profilblockes (meist im Schulterbereich).

## Vorbeugung
Der Sägezahnbildung kann durch regelmäßigen Tausch der Reifen (zirka alle 5.000–8.000 km) von vorne nach hinten vorgebeugt werden. Sollte dies nicht helfen, kann man auch versuchen, die Reifen von links nach rechts zu tauschen, wodurch sich die Laufrichtung der Reifen umkehrt, was bei laufrichtungsgebundenen Reifen allerdings nicht zulässig ist. Auch führt es unter Umständen zu einem kurzzeitig erhöhten Reifenverschleiß, bis sich der Reifen der umgekehrten Drehrichtung angepasst hat.
Wenn nicht rechtzeitig getauscht wird, kann die Haltbarkeit der Reifen durch Sägezahnbildung auf unter die Hälfte sinken: die Reifen weisen dann zwar noch viel Profil auf, sind aber auf Grund des erwähnten Flattereffekts extrem schlecht zu fahren.

## Abhilfe
Mit Hilfe einer Präzisionsfräse kann man den Reifen von den Sägezähnen befreien. Hierbei wird der Reifen vermessen und so lange Material vom Profil abgenommen, bis die Lauffläche wieder Normalzustand angenommen hat. Hierbei kann aber eventuell viel Profil abgenommen werden, was die Lebenserwartung des Reifens verringert.
Dieses sogenannte „Egalisieren“ von Reifen wird von einigen Meisterbetrieben des Vulkaniseur- und Reifenmechaniker-Handwerks durchgeführt.

## Motorrad

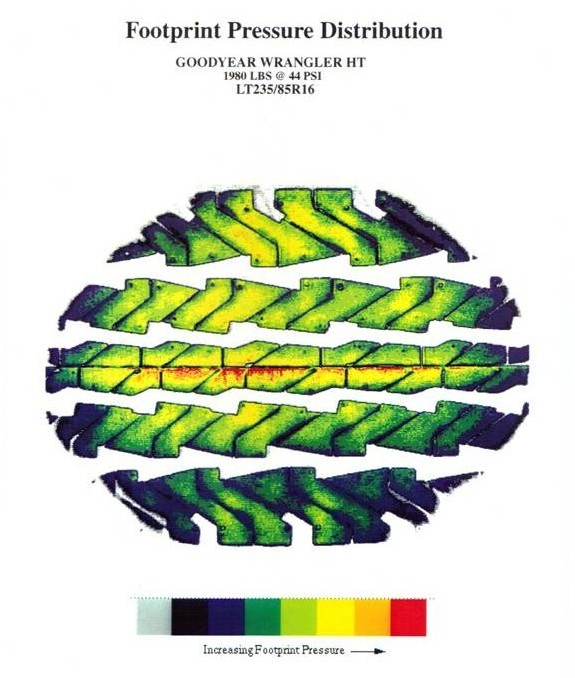
Aufstandsfläche mit farblicher Kennzeichnung des Anpressdruckes

Bei Motorradreifen ist Sägezahnbildung eine ganz normale Abnutzungserscheinung und stellt keinen Mangel dar. Durch die zur Seite hin abgerundeten Reifen und die dadurch unterschiedlichen Reifenumfänge – in der Mitte legt der Reifen beim Abrollen eine längere Wegstrecke zurück als mit den seitlichen Profilteilen seiner Aufstandsfläche – kommt es permanent zu Scherkräften an den Seiten, denn der Gummi in der Mitte der Aufstandsfläche ist mehr Anpressdruck ausgesetzt als an den Seiten. Dadurch schwindet am Rand der Aufstandsfläche das Profil rascher und baut sich bei entsprechendem Profil sägezahnartig ab, womit Sägezahnbildung eine kaum abwendbare Erscheinung darstellt.
Blockartige Profilstrukturen im Bereich der Aufstandsfläche begünstigen die Bildung von Sägezähnen und dynamisch entstehen Sägezähne verstärkt durch Bremsen und Beschleunigen. Zudem kann eine falsche Einstellung der Federdämpfung bewirken, dass der Reifen plötzlich zu stark entlastet oder belastet wird, wodurch er sich stark verformt und damit ebenso die Bildung von Sägezähnen gefördert wird. Auch der Luftdruck im Reifen sollte keine allzu großen Verformungen des Reifenquerschnittes ermöglichen. Unregelmäßiges oder einseitiges Auftreten von Sägezähnen im Profil deutet aber auf Fehlfunktionen im Bereich des Fahrwerkes hin.

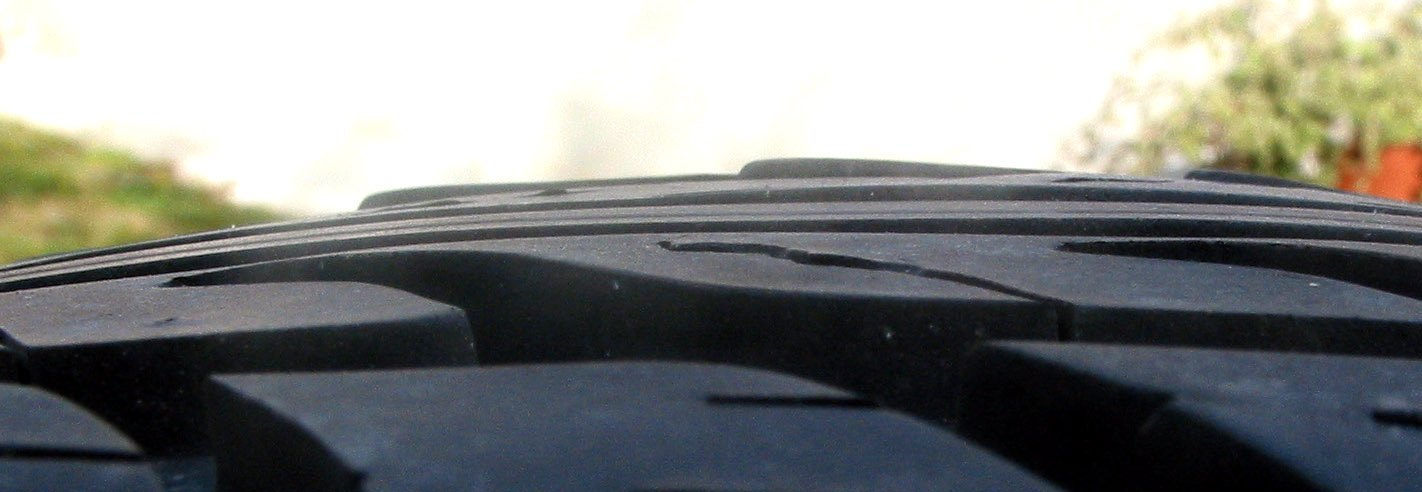
Sägezahnbildung nach zwei Jahren
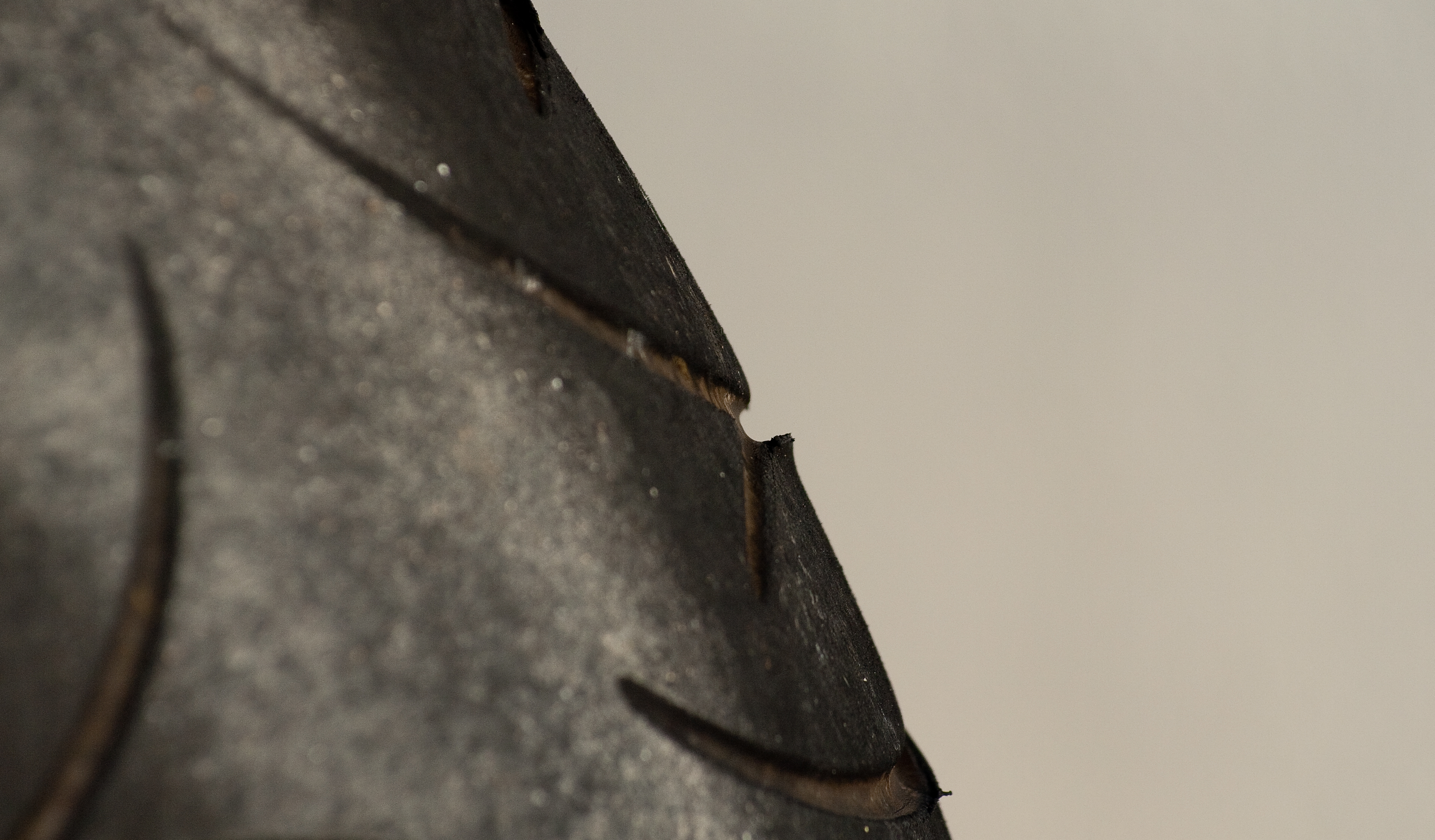
Sägezahnbildung beim Motorrad seitlich
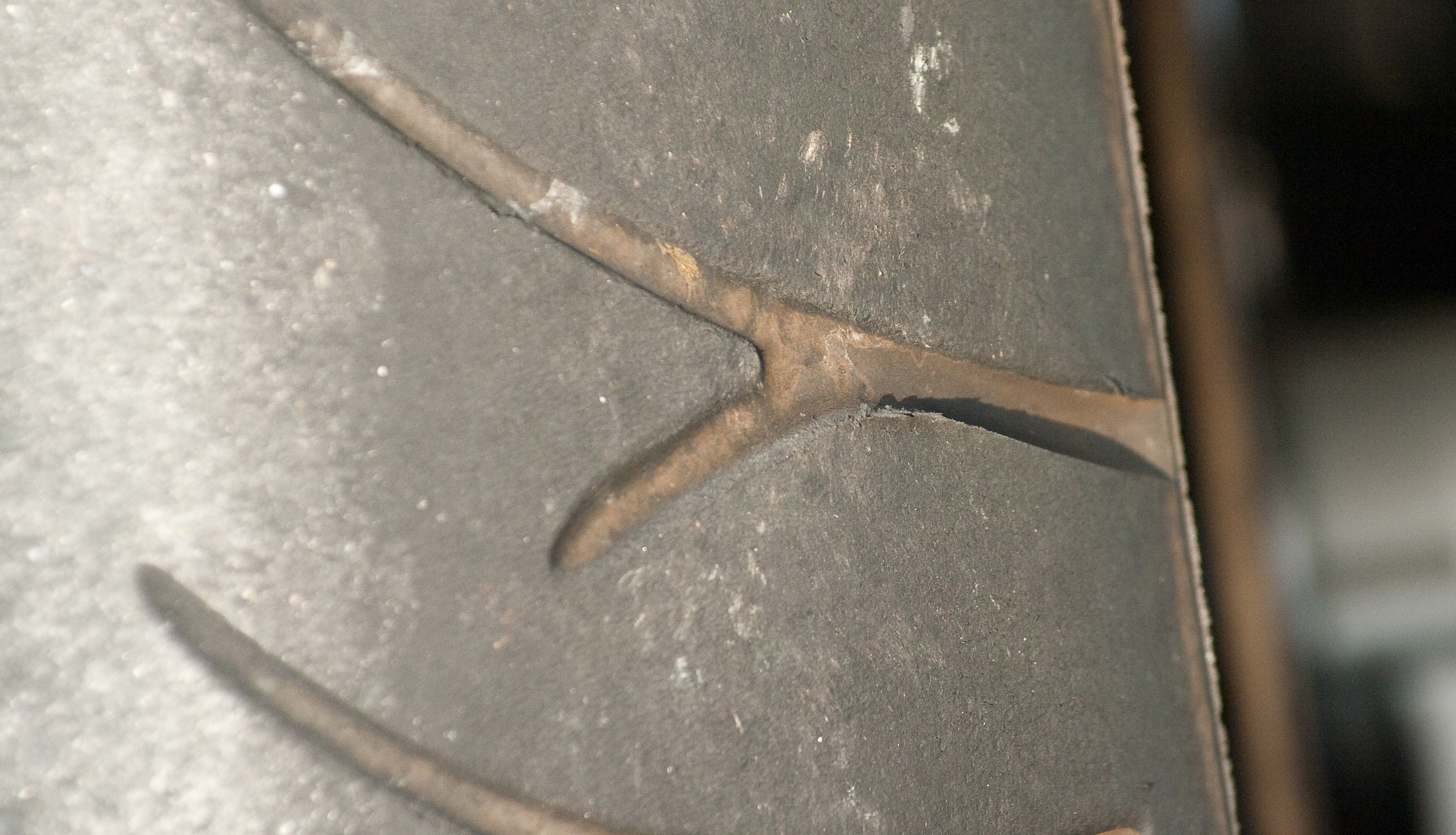
Sägezahnbildung beim Motorrad frontal